# Майнерцхаген, Ричард
Ричард Майнерцхаген (3 марта 1878 — 17 июня 1967) — британский полковник, офицер разведки, паразитолог, орнитолог и авантюрист, получивший известность благодаря рассказам о своих путешествиях по многим регионам мира.
Майнерцхаген родился в богатой и уважаемой британской семье: он был сыном немецкого иммигранта (семья носила фамилию в честь города Майнерцхаген в Германии), а его мать была британкой, дочерью юриста и внучкой члена парламента. По его словам, он также, возможно, являлся дальним потомком Филиппа III Испанского. Его отец принадлежал к очень богатой банкирской династии Великобритании, которую один из биографов даже назвал второй по значимости в мире после Ротшильдов.
Наибольшую известность получил как натуралист и охотник, занимавшийся исследованием дикой природы Африки; именно он привёз в Европу первый экземпляр большой лесной свиньи, по которому был описан данный вид, латинское название которого, Hylochoerus meinertzhageni, дано в честь Майнерцхагена. Во время Первой мировой войны, служа в составе Королевских африканских стрелков, участвовал в нескольких битвах с германскими войсками в Восточной Африке, а с 1917 года был британским шпионом в ближневосточных владениях Османской империи.
В 1948—1949 годах сопровождал Филипа Клэнси в его орнитологических экспедициях в Африке и западной части Азии. Умер в возрасте 89 лет.
В 1990-е годы анализ коллекции птиц Майнерцхагена, хранимой в музее Уолтера Ротшильда в Тринге выявил, что ряд птиц, якобы добытых Майнерцхагеном, в действительности оказались украденными экспонатами лондонского музея естественной истории, добытыми другими.

## В кино
В фильме «Легкая кавалерия» (1987, реж. Саймон Уинсер) роль майора Майнерцхагена исполнил Энтони Эндрюс